# Amavi Agbobli-Atayi
Amavi Agbobli-Atayi (25 dicembre 1974) è un ex calciatore togolese, di ruolo difensore.

## Carriera

### Club
Ha giocato nella prima divisione togolese.

### Nazionale
Ha debuttato in nazionale nel 1993. Ha partecipato, con la nazionale, alla Coppa d'Africa 1998 e alla Coppa d'Africa 2002.